# Rosario Salvatore Aitala
Rosario Salvatore Aitala es un juez y fiscal italiano especializado en derecho penal. Aitala fue elegido juez de la Corte Penal Internacional en 2017, para un mandato desde el 11 de marzo de 2018 hasta el 10 de marzo de 2027.

## Juventud e infancia
Aitala nació en Catania, Italia, el 24 de septiembre de 1967. Antes de convertirse en juez, Aitala fue oficial de policía.

## Juez y fiscal
Aitala ha sido juez y fiscal en Milán, Trapani y Roma durante tres décadas, especializándose en casos de derecho penal que involucraban a la mafia, terrorismo, corrupción y crimen internacional, incluyendo el terrorismo.

## Juez de la Corte Penal Internacional
El 6 u 8 de diciembre de 2017, Aitala fue elegido juez de la Corte Penal Internacional (CPI), con 84 votos a favor por parte de los estados parte del Estatuto de Roma. Su mandato como juez de la CPI es del 11 de marzo de 2018 al 10 de marzo de 2027. En marzo de 2023, Rusia inició una investigación penal contra Aitala, Tomoko Akane y Sergio Gerardo Ugalde Godinez en respuesta a una orden de arresto contra su presidente Vladímir Putin por las deportaciones ilegales de niños ucranianos a Rusia durante la guerra ruso-ucraniana.
Aitala fue juez de la Sala de Cuestiones Preliminares II durante el período 2018-2021.
Aitala ha llevado a cabo investigaciones y ha impartido clases en derecho penal, geopolítica y relaciones internacionales en LUISS Guido Carli, la Università degli Studi della Campania Luigi Vanvitelli y la Universidad de Roma Tor Vergata.